# Croton xiaopadou
Croton xiaopadou là một loài thực vật có hoa trong họ Đại kích. Loài này được (Y.T.Chang & S.Z.Huang) H.S.Kiu mô tả khoa học đầu tiên năm 1998.